# Fußball-Weltmeisterschaft 2022/Ecuador
Dieser Artikel behandelt die ecuadorianische Fußballnationalmannschaft bei der Fußball-Weltmeisterschaft 2022. Ecuador nahm erst zum vierten Mal an der Endrunde teil. Die Mannschaft schied mit je einem Sieg, einem Remis und einer Niederlage als Gruppendritter nach der Vorrunde aus.

## Qualifikation
Ecuador qualifizierte sich über die Qualifikationsspiele des südamerikanischen Fußballverbandes CONMEBOL.
Alle zehn Mannschaften, die dem südamerikanischen Verband CONMEBOL angehören, spielten in einer einzigen Gruppenphase mit Hin- und Rückspiel gegeneinander, wobei sich für jede Mannschaft insgesamt 18 Begegnungen ergaben. Die vier bestplatzierten Teams qualifizierten sich direkt für die Endrunde der Weltmeisterschaft 2022. Ecuador trug sieben der neun Heimspiele im 2850 Meter hoch gelegenen Quito aus und konnte davon vier gewinnen, zwei Spiele – gegen Chile und Brasilien – endeten remis und gegen Peru wurde verloren. Zudem wurden zwei Heimspiele im auf Meereshöhe gelegenen Guayaquil ausgetragen, von denen das Spiel gegen die an die Höhe gewöhnten Bolivianer gewonnen wurde und das letzte Spiel gegen Argentinien als die Qualifikation schon fest stand remis endete. Von den Auswärtsspielen konnten die Ecuadorianer nur die Spiele in Bolivien und Chile gewinnen, verloren aber in Argentinien, Brasilien, Uruguay, Venezuela und am vorletzten Spieltag in Paraguay. Da aber parallel Chile und Peru auch verloren, stand trotz der Niederlage die vorzeitige Qualifikation fest. Chile legte zwar noch Protest gegen den Einsatz des Spielers Byron Castillo in der ecuadorianischen Mannschaft ein, da dieser in Kolumbien geboren sei, der Protest wurde aber am 10. Juni zunächst abgewiesen.
Der Argentinier Gustavo Alfaro, der im August 2020 das Traineramt in Ecuador übernommen hatte setzte in den 18 Spielen 49 Spieler ein, von denen 26 auch bei der dazwischen ausgetragenen Copa América 2021 im Kader standen. Keine qualifizierte Mannschaft setzte mehr spieler ein. Kein Spieler kam in allen Spielen zum Einsatz und nur 14 Spieler kamen mindestens in der Hälfte der Spiele zum Einsatz. Je 17 Einsätze hatten Michael Estrada und Pervis Estupiñán, die beide einmal nach der zweiten Gelben Karte pausieren mussten. Je 16 Einsätze hatten Carlos Gruezo, der auch einmal nach der zweiten Gelben Karte pausieren musste, und Gonzalo Plata, der in einem Spiel nach einer Gelb-Roten Karte nicht eingesetzt werden durfte. Auch Ángel Mena und Moisés Caicedo, die 15-mal eingesetzt wurden, mussten einmal bzw. zweimal nach der jeweils zweiten Gelben Karte passen. Am häufigsten die Kapitänsbinde trug Rekordtorschütze Enner Valencia (in 10 von 12 Spielen), der wenn er zweimal nach der zweiten Gelben Karte aussetzen musste entweder von Torhüter Alexander Domínguez (5×) oder Carlos Gruezo (3×) vertreten wurde. Domínguez (10 Spiele) wurde seinerseits im Tor nach der zweiten Gelben Karte und einer Roten Karte sechsmal von Hernán Galíndez und zweimal von Pedro Ortíz vertreten. Ihr Debüt gaben in der Qualifikation Moisés Caicedo (15 Spiele) und Erick Ferigra (1) gleich im ersten Spiel gegen Argentinien, Adolfo Muñoz (1) und Pedro Perlaza (2) im vierten Spiel, Jordy Caicedo (6) im fünften, Byron Castillo (8) und Washington Corozo (1) im siebten Spiel sowie José Hurtado (1) im achten Spiel.
Bester Torschütze war Michael Estrada mit sechs Toren. Vier Tore erzielte Enner Valencia, der damit alleiniger ecuadorianischer Rekordtorschütze wurde. Insgesamt erzielten 13 Spieler die 27 Qualifikationstore. Ihre ersten Länderspieltore gelangen Beder Caicedo, Moisés Caicedo, Pervis Estupiñán, Carlos Gruezo, Piero Hincapié und Félix Torres in der Qualifikation.

### Gruppenphase
| Pl. | Land        | Sp. | S  | U | N  | Tore    | Diff. | Punkte |
| --- | ----------- | --- | -- | - | -- | ------- | ----- | ------ |
| 1.  | Brasilien   | 17  | 14 | 3 | 0  | 040:500 | +35   | 45     |
| 2.  | Argentinien | 17  | 11 | 6 | 0  | 027:700 | +20   | 39     |
| 3.  | Uruguay     | 18  | 8  | 4 | 6  | 022:220 | ±0    | 28     |
| 4.  | Ecuador     | 18  | 7  | 5 | 6  | 027:190 | +8    | 26     |
| 5.  | Peru        | 18  | 7  | 3 | 8  | 019:220 | −3    | 24     |
| 6.  | Kolumbien   | 18  | 5  | 8 | 5  | 020:190 | +1    | 23     |
| 7.  | Chile       | 18  | 5  | 4 | 9  | 019:260 | −7    | 19     |
| 8.  | Paraguay    | 18  | 3  | 7 | 8  | 012:260 | −14   | 16     |
| 9.  | Bolivien    | 18  | 4  | 3 | 11 | 023:420 | −19   | 15     |
| 10. | Venezuela   | 18  | 3  | 1 | 14 | 014:340 | −20   | 10     |

Anmerkung: Die fünftplatzierte peruanische Mannschaft trifft im Juni 2022 auf den fünften der Asienqualifikation (Australien oder die Vereinigten Arabischen Emirate)
| Datum             | Ort               | Heimmannschaft | - | Gast        | Ergebnis  | Torschützen für Ecuador                                                                         |
| ----------------- | ----------------- | -------------- | - | ----------- | --------- | ----------------------------------------------------------------------------------------------- |
| 8. Oktober 2020   | Buenos Aires (1)  | Argentinien    | – | Ecuador     | 1:0 (1:0) |                                                                                                 |
| 13. Oktober 2020  | Quito             | Ecuador        | – | Uruguay     | 4:2 (2:0) | Michael Estrada (2), Moisés Caicedo 1, Gonzalo Plata                                            |
| 12. November 2020 | La Paz            | Bolivien       | – | Ecuador     | 2:3 (1:0) | Beder Caicedo 1, Carlos Gruezo 1, Ángel Mena                                                    |
| 17. November 2020 | Quito             | Ecuador        | – | Kolumbien   | 6:1 (4:1) | Robert Arboleda, Xavier Arreaga, Michael Estrada, Pervis Estupiñán 1, Ángel Mena, Gonzalo Plata |
| 4. Juni 2021      | Porto Alegre      | Brasilien      | – | Ecuador     | 2:0 (0:0) |                                                                                                 |
| 8. Juni 2021      | Quito             | Ecuador        | – | Peru        | 1:2 (0:0) | Gonzalo Plata                                                                                   |
| 2. September 2021 | Quito             | Ecuador        | – | Paraguay    | 2:0 (0:0) | Michael Estrada, Félix Torres 1                                                                 |
| 5. September 2021 | Quito             | Ecuador        | – | Chile       | 0:0       |                                                                                                 |
| 9. September 2021 | Montevideo        | Uruguay        | – | Ecuador     | 1:0 (0:0) |                                                                                                 |
| 7. Oktober 2021   | Guayaquil         | Ecuador        | – | Bolivien    | 3:0 (3:0) | Enner Valencia (2), Michael Estrada                                                             |
| 10. Oktober 2021  | Caracas           | Venezuela      | – | Ecuador     | 2:1 (1:1) | Enner Valencia                                                                                  |
| 14. Oktober 2021  | Barranquilla      | Kolumbien      | – | Ecuador     | 0:0       |                                                                                                 |
| 11. November 2021 | Quito             | Ecuador        | – | Venezuela   | 1:0 (1:0) | Piero Hincapié 1                                                                                |
| 16. November 2021 | Santiago de Chile | Chile          | – | Ecuador     | 0:2 (0:1) | Moisés Caicedo, Pervis Estupiñán                                                                |
| 27. Januar 2022   | Quito             | Ecuador        | – | Brasilien   | 1:1 (0:1) | Félix Torres                                                                                    |
| 1. Februar 2022   | Lima              | Peru           | – | Ecuador     | 1:1 (0:1) | Michael Estrada                                                                                 |
| 24. März 2022     | Ciudad del Este   | Paraguay       | – | Ecuador     | 3:1 (2:0) | Jordy Caicedo 1                                                                                 |
| 29. März 2022     | Guayaquil         | Ecuador        | – | Argentinien | 1:1 (0:1) | Enner Valencia                                                                                  |

## Vorbereitung

### Spiele
| Datum              | Ergebnis | Gegner        | Austragungsort        | Anlass             | Ecuadorianische Torschützen |
| ------------------ | -------- | ------------- | --------------------- | ------------------ | --------------------------- |
| 2. Juni 2022       | 1:0      | Nigeria       | Harrison (USA)        | Freundschaftsspiel | Pervis Estupiñán (3.)       |
| 5. Juni 2022       | 0:0      | Mexiko        | Chicago (USA)         | Freundschaftsspiel |                             |
| 12. Juni 2022      | 1:0      | Kap Verde     | Fort Lauderdale (USA) | Freundschaftsspiel | Jordy Caicedo (38./Elfm.)   |
| 23. September 2022 | 0:0      | Saudi-Arabien | Murcia (ESP)          | Freundschaftsspiel |                             |
| 27. September 2022 | 0:0      | Japan         | Düsseldorf (DEU)      | Freundschaftsspiel |                             |
| 12. November 2022  | 0:0      | Irak          | Madrid (ESP)          | Freundschaftsspiel |                             |

Anmerkung: Kursiv gesetzte Mannschaften sind nicht für die WM qualifiziert.

## Kader
Den Kader gab Trainer Gustavo Alfaro am 14. November 2022 bekannt.
| Nr. 1 | Spieler               | Verein vor WM-Beginn    | Länderspiel- einsätze 2 | Länderspiel- tore 2 | Geburtsdatum  | Spiele   | Tore     | Gelbe Karte | Gelb-Rote Karte | Rote Karte | WM-Teilnahmen | WM-Spiele (vor 2022) | WM-Tore (vor 2022) |
| Torhüter | Torhüter              | Torhüter                | Torhüter                | Torhüter            | Torhüter      | Torhüter | Torhüter | Torhüter    | Torhüter        | Torhüter   | Torhüter      | Torhüter             | Torhüter           |
| --- | --------------------- | ----------------------- | ----------------------- | ------------------- | ------------- | -------- | -------- | ----------- | --------------- | ---------- | ------------- | -------------------- | ------------------ |
| 01 | Hernán Galíndez       | SD Aucas                | 12                      | 0                   | 30. März 1987 | 3        |          |             |                 |            |               |                      |                    |
| 12 | Moisés Ramírez        | Independiente del Valle | 02                      | 0                   | 9. Sep. 2000  |          |          |             |                 |            |               |                      |                    |
| 22 | Alexander Domínguez   | LDU Quito               | 68                      | 0                   | 5. Juni 1987  |          |          |             |                 |            | 2014          | 3                    | 0                  |
| Abwehr |                       |                         |                         |                     |               |          |          |             |                 |            |               |                      |                    |
| 02 | Félix Torres          | Santos Laguna           | 17                      | 02                  | 11. Jan. 1997 | 3        |          |             |                 |            |               |                      |                    |
| 03 | Piero Hincapié        | Bayer 04 Leverkusen     | 21                      | 01                  | 9. Jan. 2002  | 3        |          |             |                 |            |               |                      |                    |
| 04 | Robert Arboleda       | FC São Paulo            | 33                      | 02                  | 22. Okt. 1991 |          |          |             |                 |            |               |                      |                    |
| 18 | Diego Palacios        | Los Angeles FC          | 12                      | 0                   | 12. Juli 1999 |          |          |             |                 |            |               |                      |                    |
| 07 | Pervis Estupiñán      | Brighton & Hove Albion  | 28                      | 03                  | 21. Jan. 1998 | 3        |          |             |                 |            |               |                      |                    |
| 14 | Xavier Arreaga        | Seattle Sounders        | 18                      | 01                  | 28. Sep. 1994 |          |          |             |                 |            |               |                      |                    |
| 17 | Ángelo Preciado       | KRC Genk                | 25                      | 0                   | 18. Feb. 1998 | 3        |          |             |                 |            |               |                      |                    |
| 06 | Willian Pacho         | Royal Antwerpen         | 0                       | 0                   | 16. Okt. 2001 |          |          |             |                 |            |               |                      |                    |
| 25 | Jackson Porozo        | ES Troyes AC            | 05                      | 0                   | 4. Aug. 2000  | 2        |          |             |                 |            |               |                      |                    |
| Mittelfeld |                       |                         |                         |                     |               |          |          |             |                 |            |               |                      |                    |
| 05 | José Cifuentes        | Los Angeles FC          | 11                      | 0                   | 12. März 1999 | 2        |          |             |                 |            |               |                      |                    |
| 08 | Carlos Gruezo         | FC Augsburg             | 45                      | 01                  | 19. Apr. 1995 | 1        |          |             |                 |            | 2014          | 2                    | 0                  |
| 15 | Ángel Mena            | Club León               | 46                      | 07                  | 21. Jan. 1988 |          |          |             |                 |            |               |                      |                    |
| 16 | Jeremy Sarmiento      | Brighton & Hove Albion  | 09                      | 0                   | 16. Juni 2002 | 3        |          |             |                 |            |               |                      |                    |
| 19 | Gonzalo Plata         | Real Valladolid         | 30                      | 05                  | 1. Nov. 2000  | 3        |          |             |                 |            |               |                      |                    |
| 20 | Jhegson Méndez        | Los Angeles FC          | 32                      | 0                   | 26. Apr. 1997 | 2        |          | 2           |                 |            |               |                      |                    |
| 21 | Alan Franco           | Club Atlético Talleres  | 25                      | 0                   | 21. Aug. 1998 | 2        |          |             |                 |            |               |                      |                    |
| 23 | Moisés Caicedo        | Brighton & Hove Albion  | 25                      | 01                  | 2. Nov. 2001  | 3        | 1        | 1           |                 |            |               |                      |                    |
| Sturm |                       |                         |                         |                     |               |          |          |             |                 |            |               |                      |                    |
| 24 | Djorkaeff Reasco      | Newell’s Old Boys       | 04                      | 0                   | 18. Jan. 1999 | 1        |          |             |                 |            |               |                      |                    |
| 10 | Romario Ibarra        | CF Pachuca              | 25                      | 03                  | 24. Sep. 1994 | 2        |          |             |                 |            |               |                      |                    |
| 11 | Michael Estrada       | CD Cruz Azul            | 35                      | 08                  | 7. Apr. 1996  | 3        |          |             |                 |            |               |                      |                    |
| 13 | Enner Valencia        | Fenerbahçe Istanbul     | 74                      | 35                  | 4. Nov. 1989  | 3        | 3        |             |                 |            | 2014          | 3                    | 3                  |
| 09 | Ayrton Preciado       | Santos Laguna           | 25                      | 03                  | 17. Juli 1994 |          |          |             |                 |            |               |                      |                    |
| 26 | Kevin Rodríguez       | Imbabura SC             | 01                      | 0                   | 4. März 2000  | 2        |          |             |                 |            |               |                      |                    |
| Trainerstab |                       |                         |                         |                     |               |          |          |             |                 |            |               |                      |                    |
| | Gustavo Alfaro        | Trainer                 |                         |                     | 14. Aug. 1962 |          |          |             |                 |            |               |                      |                    |
| | Nicolás Chiesa        | Trainerassistent        |                         |                     | 26. Mai 1980  |          |          |             |                 |            |               |                      |                    |
| | Carlos González       | Trainerassistent        |                         |                     | 11. Nov. 1963 |          |          |             |                 |            |               |                      |                    |
| | Claudio Cristofanelli | Trainerassistent        |                         |                     | 13. Sep. 1963 |          |          |             |                 |            |               |                      |                    |
| 1 Nummern gemäß Kaderliste der FIFA 2 Angegeben sind nur die Spiele und Tore, die vor Beginn der Weltmeisterschaft absolviert bzw. erzielt wurden (Stand: 12. November 2022, nach dem letzten Spiel vor der Endrunde). |                       |                         |                         |                     |               |          |          |             |                 |            |               |                      |                    |

## Endrunde

### Gruppenphase
Bei der am 1. April 2022 vorgenommenen Auslosung der Endrunde kam Ecuador aufgrund der Position in der FIFA-Weltrangliste im März 2022 in Topf 4 und konnte daher in eine Gruppe mit Titelverteidiger Frankreich, Gastgeber Katar oder Deutschland, aber nicht einer der anderen qualifizierten südamerikanischen Mannschaften gelost werden. Sie wurden der Gruppe A mit Gastgeber Katar (Gruppenkopf) zugelost, womit sie den in der FIFA-Weltrangliste am schlechtesten platzierten Gruppenkopf (Platz 51) erwischten. Zudem wurden die Niederlande (Platz 10) und der Senegal (20) in die Gruppe gelost. Gegen Katar gab es erst drei Freundschaftsspiele mit je einem Sieg, Remis und einer Niederlage. Auch gegen die Niederländer gab es bisher nur Freundschaftsspiele mit je einem Remis und einer Niederlage. Auch gegen den Senegal konnte noch nicht gewonnen werden. Ein Freundschaftsspiel in der Vorbereitung auf die erste WM-Teilnahme 2002 endete 0:1 und ein Spiel beim Cairo LG Cup 2005 1:2.
| Pl. | Land        | Sp. | S | U | N | Tore    | Diff. | Punkte |
| --- | ----------- | --- | - | - | - | ------- | ----- | ------ |
| 1.  | Niederlande | 3   | 2 | 1 | 0 | 005:100 | +4    | 07     |
| 2.  | Senegal     | 3   | 2 | 0 | 1 | 005:400 | +1    | 06     |
| 3.  | Ecuador     | 3   | 1 | 1 | 1 | 004:300 | +1    | 04     |
| 4.  | Katar       | 3   | 0 | 0 | 3 | 001:700 | −6    | 0      |

| Mo, 21. November 2022 um 19:00 Uhr (17:00 Uhr MEZ) in al-Chaur (al-Bayt-Stadion)                 |   |         |           |                                 |
| Katar                                                                                            | – | Ecuador | 0:2 (0:2) | Enner Valencia (16./Elfm., 31.) |
| Fr., 25. November 2022 um 19:00 Uhr (17:00 Uhr MEZ) in ar-Rayyan (Khalifa International Stadium) |   |         |           |                                 |
| Niederlande                                                                                      | – | Ecuador | 1:1 (1:0) | Enner Valencia (49.)            |
| Di., 29. November 2022 um 18:00 Uhr (16:00 Uhr MEZ) in ar-Rayyan (Khalifa International Stadium) |   |         |           |                                 |
| Ecuador                                                                                          | – | Senegal | 1:2 (0:1) | Moisés Caicedo (67.)            |